# Eno (città antica)
Eno (in greco antico: Αἶνος?, Àinos e in latino Aenus) è stata un'antica città della Tracia, colonia degli Eoli, situata sulla foce del fiume Ebro.

## Storia
Secondo l'Eneide (III, 18), la città venne fondata da Enea durante la sua fuga da Troia. L'antichità del sito è dimostrata da un passo dell'Iliade (IV, 519) in cui si nomina Eno. Fu una colonia degli Eoli, secondo Tucidide (VII, 57) ed Erodoto (VII, 58), e più precisamente di Mitilene, secondo Scimno di Chio (696), o di Cuma eolica secondo Stefano di Bisanzio.
La sua storia continua nel tempo: citazioni si hanno durante il regno di Filippo V di Macedonia, e nel I secolo a.C. (con Plinio il Vecchio).